# Miriam of the Skulls
Miriam of the Skulls (頭蓋骨のミリアム、願いを叶えます, Zugaikotsu no Miriam, negai o kanaemasu; in italiano, Miriam dei Teschi) è un manga one-shot di genere gotico soprannaturale, scritto e disegnato da  Elena Vitagliano, nonché il primo manga realizzato da una donna europea ad essere pubblicato su Shōnen Jump+, rivista della casa editricegiapponese Shūeisha.

## Trama
Miriam è la giovane custode del Cimitero delle Fontanelle di Napoli, antico ossario situato nel quartiere Sanità di Napoli, contenente migliaia di ossa e teschi anonimi. Secondo una tradizione popolare, i visitatori possono esprimere un desiderio posizionando una moneta su un teschio e pregando per la sua anima, sperando che il desiderio venga esaudito. Quando una scolaresca arriva in visita, Miriam accompagna i ragazzi tra le gallerie di tufo del cimitero, raccontando storie e tradizioni legate ai teschi lì raccolti. Tra loro, un ragazzino si distingue per il suo atteggiamento provocatorio: non solo è scettico, ma deride apertamente quelle credenze. Miriam, senza perdere la calma, lo sfida a guardare oltre le apparenze, svelandogli i racconti di alcuni teschi noti, fino a che un evento imprevisto lo spinge a riconsiderare il proprio punto di vista.

## Temi e stile
L’opera combina elementi gotici e soprannaturali con un'ambientazione fortemente radicata nel folklore napoletano traendo ispirazione da tradizioni locali come il culto delle anime pezzentelle. Attraverso questa cornice narrativa, Miriam of the Skulls introduce ai lettori aspetti della cultura partenopea, intrecciandoli con il tema del rapporto tra vivi e morti. Inoltre, con tono leggero accenna al tema del rispetto per le credenze altrui, anche quando non si condividono. 
Dal punto di vista visivo e narrativo, il manga utilizza un character design dettagliato e una regia delle tavole che enfatizza l’atmosfera misteriosa della storia. Hiroyuki Nakano, editor di Shōnen Jump+ e giudice del MAGIC International Manga Contest 2023, ha evidenziato come l’opera riesca a bilanciare il linguaggio del manga con un'interpretazione originale di un contesto storico e culturale non giapponese.

## Pubblicazione e riconoscimenti
La storia ha vinto il MAGIC International Manga Contest 2023, un concorso organizzato in collaborazione con Shūeisha che ha visto la partecipazione di autori da tutto il mondo. È stato pubblicato su *Shōnen Jump+ il 24 aprile 2023 in giapponese e nel luglio 2023, in inglese sull’app Manga Plus di Shūeisha. 